# Национална хришћанска партија (Румунија)
Национална хришћанска партија (рум. Partidul Național Creștin) је била радикално-десничарска ауторитарна и изразито антисемитска политичка партија у Румунији која је била активна између 1935. и 1938. године. Настала је спајањем Националне аграрне партије Октавијана Гоге и Национално-хришћанска одбрамбена лига (НХОЛ) А.Ц Кузе; истакнути члан партије био је филозоф Нићифор Крајић. Гога је у децембру 1937. одабрао краљ Карол II да формира владу који је укључивао Кузу. Влада је трајала само 45 дана након које је уследила краљевска диктатура Карола II.

## Историја
Основан 1935, а предвођен Гогом, никада није добио више од око 10% гласова, али га је у децембру 1937. одабрао краљ Карол II да формира владу. Странка је навела да ће владати према постојећем уставу, али је имала дугорочне амбиције у погледу реформи, желећи да уведе мањи парламент и нови корпоративни горњи дом. Партија је била посебно истакнута по свом антисемитизму, а Александар Истерман пише о кратком временском периоду на функцији странке: „Гога је прогласио своју политику, отворено и без стида, као осмишљену да ослободи Румунију од Јевреја. Заиста, није имао другу политика коју треба понудити; његова влада је једноставно била антисемитска и ништа друго“. Да би истакла своју антисемитску кредибилност, странка је усвојила кукасти крст као свој амблем, док је задржала плаву кошуљу НКОЛ-а као своју политичку униформу. Истерман претпоставља да је Керол ставио ову странку на власт „да би свом народу дао укус фашизма“, узалуд се надајући да ће реакција која је уследила против такве политике збрисати не само релативно слабе националне хришћане већ и далеко јачу Гвоздену гарду. Партија је задржала блиске везе са паравојском Lăncieri, која је раније била блиска НКОЛ-у.
Гогина влада је формирана 29. децембра 1937. и започела је свој мандат одбацивањем обавеза Румуније према Париском споразуму из 1919. године, такође познатом као Уговор о мањинама, који јој је наметнут на Париској мировној конференцији 1919. године. Влада је тада увела низ антисемитских закона. Дана 21. јануара 1938. прогласио је декрет са циљем да се преиспитају критеријуми за држављанство (након што је изнео наводе да су претходни кабинети дозволили украјинским Јеврејима да га добију илегално). Захтевао је да сви Јевреји који су добили држављанство 1918-1919. године поново поднесу захтев за то, и поставио је невероватно високу границу за документовани доказ таквог држављанства, док је било предвиђено само 20 дана у којима се то могло постићи. Њиме је практично одузето румунско држављанство 250.000 румунских Јевреја, што је једна трећина румунске јеврејске популације. Јеврејска предузећа су затворена; а резултујући поремећај је уништио многа нејеврејска предузећа и изазвао огроман одлив капитала.

Осим што је и сам био антисемита, Гога је покушао да заобиђе популарну подршку Гвоздене гарде. У интервјуима за штампу у то време рекао је:
"Јеврејски проблем је овде стар, а то је румунска трагедија. Укратко, имамо превише Јевреја."
—  ТАЈМ интервју, 1938
"За нас постоји само једно коначно решење јеврејског проблема — сакупљање свих Јевреја у региону који је још увек ненасељен, и оснивање јеврејске нације. И што даље то боље."

—  1938 интервју
Режим који су успоставили Гога и Куза дао је себи паравојно крило фашистичког карактера, Lăncieri („Копљаши“). У великој мери су позајмили од Гвоздене гарде и почели да се такмиче са њом за пажњу јавности. Између 1935. и 1937. Lăncieri су извели више терористичких акција и погрома широм Румуније него Гвоздена гарда. Због својих антисемитских мера, влада Гога-Кузе је називана „вечи нацисти од Немаца“.
На Гогин захтев, Керол је 18. јануара 1938. распустио парламент са намером да се те зиме одрже нови избори. Међутим, Керол је постао узнемирен увертирањима Националне хришћанске партије према Гвозденој гарди, и 10. фебруара 1938. окончао је Гогину владу после само 45 дана, суспендовао Устав, поништио планиране изборе и успоставио краљевску диктатура. Основао је Национални ренесансни фронт као јединствену монополску странку и забранио све друге политичке партије. Суспендовао је Устав из 1923, и створио Устав Румуније из 1938.

## Изборна историја

### Законодавни избори
| Избори | Гласови | Проценат | Скупштина | Сенат   | Позиција | Последице                    |
| ------ | ------- | -------- | --------- | ------- | -------- | ---------------------------- |
| 1937.  | 281,167 | 9.3%     | 39 / 387  | 0 / 113 | 4.       | Влада мањина ПНЦ (1937–1938) |